# Monogamia

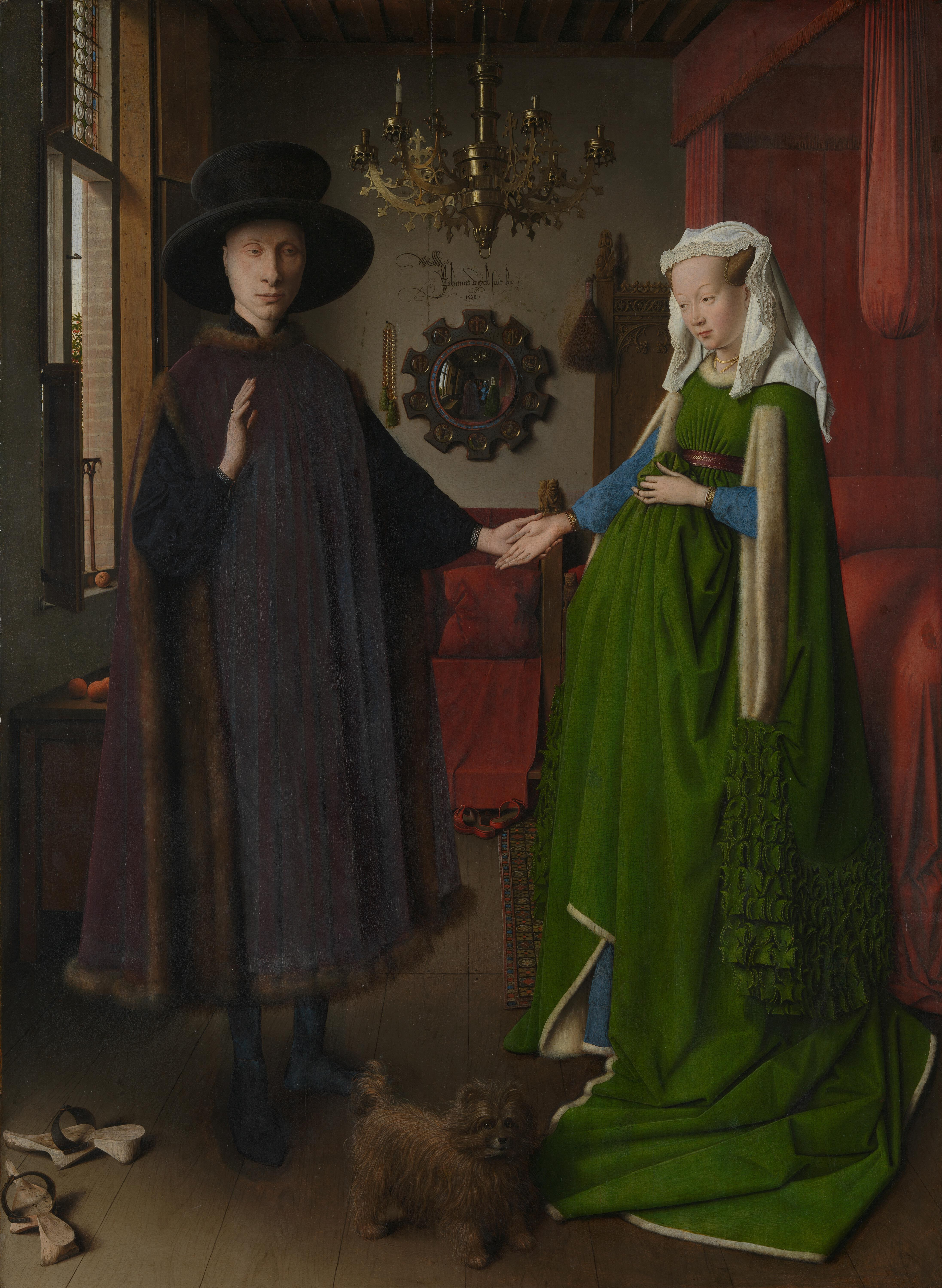
Portret małżonków Arnolfinich, olej na desce, 1434 r., mal. Jan van Eyck

Monogamia (stgr. μονογαμία, od μόνος: monos – jeden i γάμος: gamos – małżeństwo) – najbardziej rozpowszechniony typ związku małżeńskiego, w którym jedna osoba związana jest trwale z jednym partnerem. Monogamiczność związku oznacza ich wyłączną relację małżeńską na wszystkich płaszczyznach: społecznej, prawnej, duchowej, emocjonalnej, jak i biologicznej, seksualnej.
Monogamia może występować w dwóch postaciach:
- konsekwentnej – gdy związek dwóch osób jest nierozerwalny i trwa do śmierci jednej z nich;
- seryjnej – gdy w pewnym okresie jest to związek dwóch osób, jednakże w ciągu życia jedna z nich bądź obie tworzą inne następujące po sobie związki z różnymi partnerami bądź partnerkami, zrywając poprzednie związki[2][5].

## Znaczenie pojęcia
Monogamię ludzką można rozumieć dwojako:
1. jako zasadę zawierania małżeństwa raz w ciągu całego życia, termin przeciwny, to digamia,
2. jako małżeństwo tylko z jedną osobą naraz, termin przeciwny, to bigamia lub poligamia[6].

Współcześnie istnieje nurt uczonych zajmujących się socjobiologią, który bada monogamię człowieka jednocześnie z monogamią ptaków i innych ssaków, podają jedną klasyfikację dla osoby i osobnika, człowieka i zwierzęcia. Formułują oni trzy znaczenia monogamii:
- monogamia społeczna – o monogamii społecznej mówi się gdy dwie osoby (lub dwa osobniki) żyją razem utrzymując ze sobą stosunki seksualne i jednocześnie współpracując w pozyskiwaniu podstawowych zasobów takich jak pożywienie, odzienie czy pieniądze;
- monogamia seksualna – gdy dwie osoby (lub dwa osobniki) pozostają względem siebie w stosunkach seksualnych z wyłączeniem jakichkolwiek innych partnerów mówimy o monogamii seksualnej, niektórzy autorzy sugerują, by w tym kontekście używać terminu monoseksualność.
- monogamia genetyczna – gdy dwoje partnerów ma potomstwo tylko pomiędzy sobą mówimy o monogamii genetycznej[7].

W drugim ze znaczeń używa się słowa monogamia także w odniesieniu do związków jednopłciowych. Jednakże monogamia gejów może oznaczać także pozostawanie w relacji emocjonalnej i wspólnym życiu bez wierności seksualnej.
Wyróżnia się także:
- monogamię wyłączną gdy niedopuszczalne są jakiekolwiek kontakty seksualne małżonków poza związkiem (postulat nierozerwalności raz zawartego małżeństwa i połączony z nim wymóg całkowitej wierności seksualnej głoszą niektóre ortodoksyjne odłamy religijne: katolicy, kwakrzy, amisze, mormoni, członkowie Kościoła Zjednoczeniowego i inni)
- monogamię luźną – która warunkowo dopuszcza takie kontakty, jednak pod zasadniczym warunkiem, że nierozwiązywalne są już istniejące więzi małżeńskie.

## Dyscypliny humanistyczne zajmujące się monogamią
Monogamią zajmują się różne dyscypliny nauk humanistycznych, na przykład socjologia, historia społeczna, antropologia kulturowa, prawo i religioznawstwo. Aspekty filozoficzne monogamii są też przedmiotem rozważań w antropologii filozoficznej, filozofii religii, jak również w teologii.

## Argumenty za monogamią i ich krytyka
Lucjan Kocik przytacza argumenty podane w pracy Czesława Znamierowskiego, zgodnie z którymi idealna forma zindywidualizowanych stosunków wyraża się tylko w postaci małżeństwa monogamicznego. Czesław Znamierowski uważa, że żywym i głębokim uczuciem nie można obdzielać bardzo wielu osób, bowiem rozdzielone na zbyt liczne, słabnie i traci głębię. W życiu zbiorowym zaś włada powszechne prawo ograniczonego kontaktu: niepodobna pozostawać naraz w styczności z wieloma osobami. Sama budowa fizyczna ogranicza możliwość kontaktu płciowego do dwóch osób, także kontakty innych rodzajów mają swoją granicę jednorazowego zasięgu, a nawet najbardziej luźny kontakt towarzyski ma swoje granice, wyznaczone małą pojemnością uwagi.
Z drugiej strony Irenäus Eibl-Eibesfeldt, choć sam doszukiwał się naturalnych skłonności do monogamii u człowieka, przytoczył kontrargument, że ludzie wobec swoich dzieci mają stosunek zindywidualizowany i głęboko zaangażowany, a mimo to uczucia do nich nie stają się żadną miarą płytsze, jeśli dzieci jest więcej niż jedno. Nikt też nie propaguje jednodzietności w rodzinie po to, aby stosunki między rodzicami a dzieckiem stały się bardziej czułe.
Monogamia była uznawana za naturalną dla ludzi przez pionierów humanoetologii takich jak na przykład Irenäus Eibl-Eibesfeldt i Desmond Morris. Z czasem jednak ich poglądy z tamtego okresu zostały zakwestionowane (choć tezę o naturalnej monogamii można znaleźć też na przykład w późniejszych, popularnych publikacjach amerykańskiej antropolog Helen Fisher). Krytycy wskazują, że etolodzy z tamtego okresu dokonując interpretacji ludzkich zachowań w szerszym kontekście biologicznym nie uniknęli błędu perspektywy związanego z ich osadzeniem we własnej kulturze. Ten błąd perspektywy (interpretacja zachowań z perspektywy jedynie własnej kultury), zdaniem krytyków, powielany jest we współczesnych teoriach psychologów ewolucyjnych.

### Argument normy personalistycznej Karola Wojtyły
W XX w. analizą ludzkiej monogamii z pozycji antropologii chrześcijańskiej zajmował się Karol Wojtyła, najpierw jako profesor KUL, potem jako papież. Według Wojtyły, który przyjął za Immanuelem Kantem pojęcie „normy personalistycznej”, czyli zasady, że człowiek jest podmiotem moralności monogamia człowieka rządzi się prawami właściwymi wyłącznie dla siebie, nie występującymi w świecie zwierząt. Jest tak ze względu na racjonalny charakter natury ludzkiej. Obecne w niej dynamizmy zwierzęce kierowane są przez rozum i wolę, a nie instynkt. Ze względu na to, że człowiek jest osobą, pojęcie monogamii jako małżeństwa jednego mężczyzny z jedną kobietą, zawiera w sobie rzeczywistość relacji inter-personalnych. W relacjach tych, według Karola Wojtyły, znajduje zastosowanie etyczny postulat normy personalistycznej. Monogamia, jako jedyna, zapewnia odpowiedni kontekst dla wypełnienia tej normy. Stwarza bowiem instytucjonalne ramy dla prawdziwie ludzkiej – tzn. obejmującej nie tylko wymiar seksualny, ale i emocjonalny i duchowy – miłości między osobami, która dzięki temu dokonuje się w sposób odpowiadający ich godności ludzkiej.

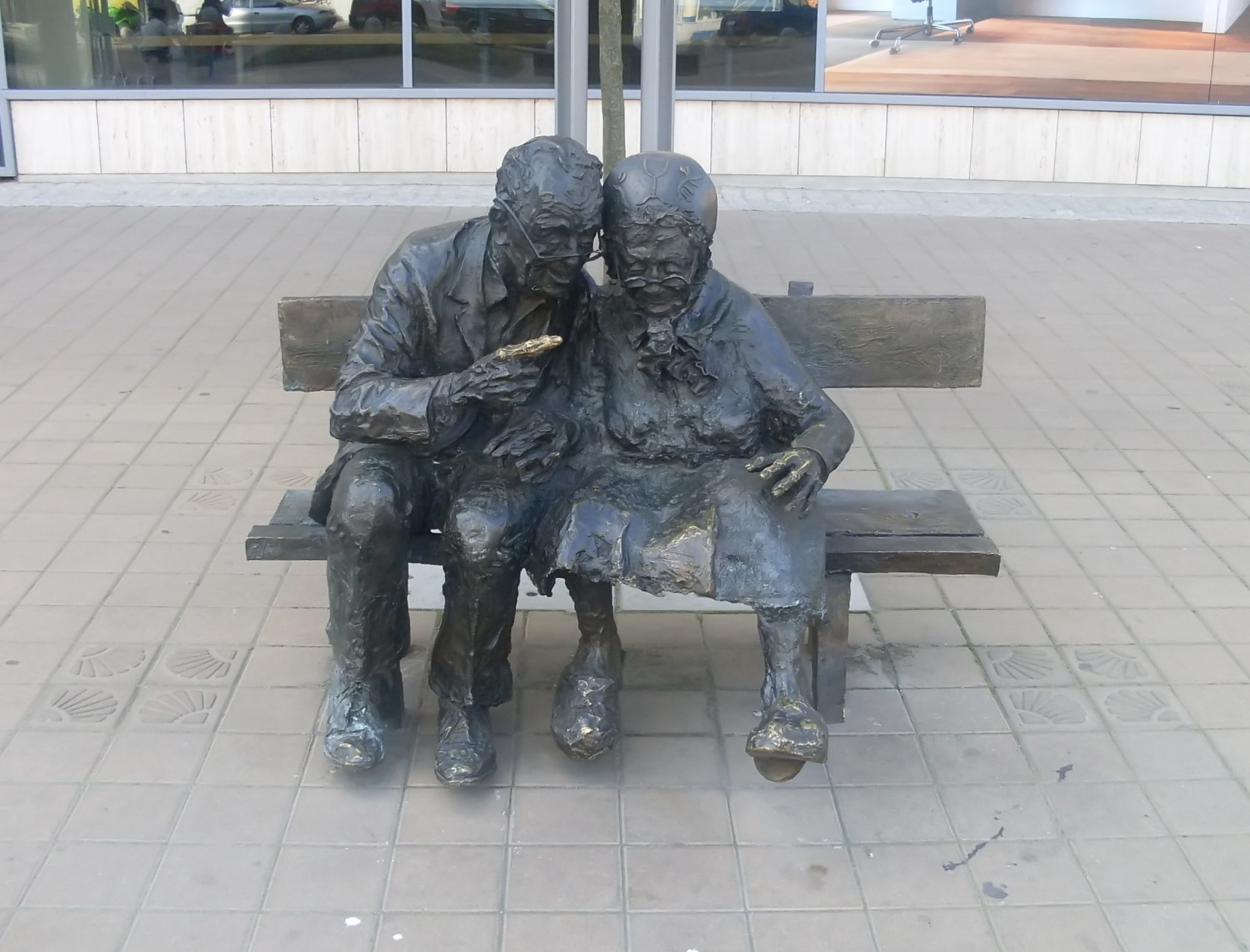
Pomnik Jakuba i Elżbiety Scheibów, małżeństwa kaszubskiego mieszkającego przed wojną w Gdyni. Ich związek monogamiczny przetrwał do późnej starości, mimo wieloletniej emigracji zarobkowej Jakuba do USA.

## Monogamia w świetle badań antropologii kulturowej
Jak podaje Krzysztof Szymborski, tylko w 150 kulturach, spośród 1200 przebadanych, monogamia jest jedynym obowiązującym modelem, a inne formy małżeństwa są niedozwolone.
Z 853 kultur przebadanych przez antropologa Petera Murdocka tylko w 137 (16%) występował nakaz monogamii. O ile jednak trzy czwarte kultur plemiennych jest poligamicznych to najliczebniejsze społeczności są monogamiczne. Także w społeczeństwach sankcjonujących poligamię zwykle jedynie przywódcy i bogaci mężczyźni posiadają więcej niż jedną żonę (a praktycznie wszystkie kobiety mają tylko jednego męża), w społeczeństwach tych małżeństwa monogamiczne mają miejsce 2,5 razy częściej niż małżeństwa poligamiczne. Z drugiej strony w społeczeństwach monogamicznych poligamia bywa maskowana monogamią sukcesywną (monogamią seryjną), którą można w zasadzie traktować jak formę poligamii.

### Przyczyny występowania monogamii
- Przyczyny demograficzne – Najistotniejszą przyczyną szerokiego występowania monogamii jest zapewne względna równowaga płci. Niesymetryczne formy małżeńskie takie jak poligynia, poliandria czy niesymetryczny multilateralizm, jeśli występują samodzielnie, związują kobiety i mężczyzn tak, że przy równowadze płci część populacji zostaje wykluczona ze związków małżeńskich. Można przyjąć, że w takich okolicznościach wykluczone osoby starały się będą pozyskać partnerki (lub odpowiednio partnerów) również dla siebie i równowaga w tej mierze osiągnięta zostanie dopiero wówczas, gdy w społeczności upowszechni się monogamia. Powszechnie występującej monogamii należałoby się więc teoretycznie spodziewać wszędzie tam, gdzie panuje względna równowaga płci. Należy jednak przy tym zauważyć, że warunki zewnętrzne czy status społeczny wynikający z przymiotów osobistych (siły, zdolności), powiązań społecznych albo posiadanych zasobów powoduje, że wybrani członkowie społeczności (zasadniczo mężczyźni) wiążą się z większą liczbą osób płci przeciwnej co ogranicza powszechność monogamii. Ponadto względnej równowadze płci towarzyszy też często jej labilność, co również prowadzi do ograniczenia powszechności monogamii.
- Przyczyny społeczne i polityczne – Obserwowany na świecie, w czasach nieodległych i współczesnych, trend ku monogamii można wyjaśnić tendencją społeczeństw do demokratyzowania się. W społeczeństwach preindustrialnych skrajnym postaciom poligynii często towarzyszy bardzo wyraźna hierarchia polityczna, wielożeństwo osiąga zaś apogeum w najbardziej despotycznych reżimach. Monogamia to swego rodzaju kompromis pomiędzy bardziej i mniej uprzywilejowanymi mężczyznami – najbardziej uprzywilejowani mężczyźni nadal dostają najbardziej pożądane kobiety, każdy musi się jednak ograniczyć do jednej. Wyrównywanie szans w dostępie do władzy politycznej spowodowało zmniejszenie dysproporcji w liczebności posiadanych żon. Ukoronowaniem tego procesu są zasady „jeden człowiek – jeden głos” oraz „jeden mężczyzna – jedna żona”. Monogamia ma więc charakter demokratyzujący.
- Przyczyny ekonomiczne – Ogólna zasada jest taka, że poligynię ogranicza sytuacja, w której mężczyźni mają niski, ale jednakowy status ekonomiczny. W połowie znanych społeczności monogamicznych nie wyróżnia się warstw społecznych z powodów ekonomicznych. Biolog i ekolog amerykański Richard D. Alexander monogamię w kulturach ubogich nazywa narzuconą ekologicznie[30]. Jak twierdzi Robert Wright, zinstytucjonalizowana monogamia, choć często uważana za triumf egalitaryzmu i „zwycięstwo” płci żeńskiej, nie ma egalitarnych skutków w odniesieniu do kobiet – poligynia sprawiedliwiej rozdzieliłaby między nie atuty mężczyzn. Monogamia rozumiana jako zakaz poligynii w istocie bardziej służy interesowi mężczyzn niż kobiet. Gdyby wiele kobiet zdecydowałoby się zostać żonami bogatych mężczyzn, dla wielu biednych mężczyzn zabrakłoby partnerek, co zmusiłoby ich do życia w celibacie. W tym kontekście warto zauważyć, że jednym z najlepszych sposobów na umocnienie monogamicznego małżeństwa jest równiejsza dystrybucja dochodów[31].
- Przyczyny ideowe i religijne – Biorąc pod uwagę ludzką skłonność do poligamii i jej powszechność wśród dawnych i obecnych kultur świata zjawisko monogamii we współczesnych społeczeństwach, w których występuje znaczne rozwarstwienie ekonomiczne, może wydać się nieco dziwne (taką monogamię w zamożniejszych, bardziej zróżnicowanych społeczeństwach określa się jako narzuconą społecznie). Jak dalej pisze Robert Wright monogamia przyjęła i utrwaliła się w obrębie kultury zachodniej wraz z przyjęciem i upowszechnieniem się chrześcijaństwa. W chrześcijaństwie natomiast monogamię przyjęto we wczesnym okresie jego formowania się – kiedy było ono jeszcze tylko religią ubogich i kierowało swoje przesłanie głównie do mężczyzn pozbawionych majętności i władzy. Początkowo miało swoje oparcie jedynie w niższych warstwach społecznych – wśród których propagowanie poligamii nie przysporzyło by zwolenników tej religii[32].

### Trudności związane z monogamią
Antropolodzy kulturowi badając kultury na świecie, obserwują dużą różnorodność i współwystępowanie różnych form małżeńskich. Monogamia jako forma małżeńska wydaje się w tym kontekście równie pożądana jak inne formy życia małżeńskiego, mimo że posiada swoje zalety należy też wskazać, że wiąże się ona z wieloma problemami.
- Mimo względnej równowagi płci w społeczeństwach często występuje labilność (chwiejność) liczebnej równowagi płci. Jeśli w jakimś społeczeństwie, i w jakimś określonym okresie jego istnienia, dochodzi do dysproporcji w liczbie płci – a nie jest to zjawisko rzadkie – to dopuszczenie różnych form małżeńskich umożliwia (lub daje szanse) wszystkim członkom społeczeństwa na znalezienie partnera małżeńskiego[34]. Nie ma takiej możliwości w przypadku przyjęcia monogamii jako jedynej formy małżeńskiej – jej wyłączność uniemożliwia płci, która akurat znalazła się w liczebnej przewadze, zawieranie małżeństw w inny sposób, niż poprzez przejmowanie czyjegoś męża lub żony (następuje wówczas wzmocnienie konkurowania o partnera). W praktyce współwystępowanie w wielu kulturach poszczególnych form małżeńskich wynika zapewne po części z względnej liczebnej labilności płci. Tam gdzie preferowana jest poliginia uzupełnia się ją monogamią i rzadziej poliandrią. W społeczeństwach łowców-zbieraczy i rolników obok monogamii pojawiają się też inne formy małżeńskie.
- Monogamia jako najprostszy związek dwóch osób zdaje się rodzić najmniej problemów, nie bierze się jednak przy tym pod uwagę, że obecność w związku większej ilości osób choć może prowadzić do liczniejszych trudności często przynosi też więcej dogodności i korzyści.
- Monogamia zdaje się wnosić stabilność, rozwiązywać na zawsze problem doboru właściwego partnera. Zaleta ta jednak szybko przestaje nią być w przypadku ustania związku – odejścia lub śmierci jedynego małżonka (małżonki).
- Monogamia łączy się z silną presją na poszukiwanie optymalnego kandydata (lub odpowiednio) kandydatki do małżeństwa. W niemonogamicznych formach nacisk ten jest dużo słabszy – różni współmężowie i różne współżony uzupełniają się pod względem posiadanych cech. Jeśli ma się jednego partnera, to nacisk na to by był on posiadaczem jak największej ilości pożądanych cech jest większy niż wówczas gdy ma się kilku partnerów. W efekcie takich nacisków pojawia się szereg negatywnych emocji, gdyż w praktyce nie sposób znaleźć kogoś kto będzie jako partner trwale odpowiadał na wszystkie wymagania.
- Monogamia, dla obu partnerów, jest pewnym kompromisem. Z uwagi na wyrzeczenie się kontaktów z innymi kobietami lub odpowiednio mężczyznami, stanowi ograniczenie zarówno jeśli chodzi o korzyści reprodukcyjne, jak i zaspokojenie potrzeb erotycznych. Zapewne z tych względów wiele kultur praktykujących monogamię wypracowało szereg obyczajów łagodzących ostrość monogamii dając tym samym małżonkom związków monogamicznych możliwość do kontaktów pozamałżeńskich na przykład poprzez: wymianę żon, gościnność seksualną, konkubinat, prostytucję, orgie, snochactwo (zob. też oficjalni kochankowie). Przykładowo eskimoski zwyczaj sypiania żony z obcym mężczyzną-gościem tłumaczy się, między innymi, dbaniem o zróżnicowanie genetyczne potomstwa (do kumulowania się negatywnych efektów rozmnażania wsobnego może dochodzić, mimo przestrzegania reguł egzogamii, jeśli społeczność jest względnie mała i silnie izolowana lub żyje na terenach o niewielkiej gęstości zaludnienia).
- Monogamia nasila zjawisko prostytucji – innymi słowy im związki i małżeństwa są bardziej wielopartnerskie, tym uzupełnianie ich przez kochankę, która jest prostytutką – jest rzadsze i bardziej zbędne. Prawidłowość tę potwierdzają dane z historii obyczajowości. Prostytucja stała się bardziej powszechna w tych społeczeństwach (i w tych okresach funkcjonowania społeczeństw), w których najsilniejsza była monogamia zamknięta (i źle widziana była kohabitacja poza- i przedmałżeńska). Tak było na przykład w starożytnych Atenach, w Rzymie, w XIX wieku (szczególnie w niezwykle purytańskich czasach wiktoriańskich) i przez znaczną część XX wieku w Europie i Stanach Zjednoczonych, gdy państwo i instytucje religijne silnie kontrolowały życie małżeńskie obywateli[35].
- Istnienie poliginii zwiększa rywalizację o kobiety. Z drugiej jednak strony wyłączność monogamii nasila zjawisko odrywania żon i mężów od ich aktualnych partnerów małżeńskich (innymi słowy monogamia podwyższa odsetek rozbitych małżeństw i współczynnik rozwodów)[36]. Ściślej rzecz ujmując każde jedno nowe małżeństwo osób do tej pory pozostających w małżeństwach monogamicznych prowadzi do dwóch rozwodów. W przypadku współwystępowania poliginii i poliandrii, a zwłaszcza małżeństw multilateralnych rywalizacja o kobiety równoważona jest rywalizacją o mężczyzn co stwarza warunki, przynajmniej po części, do liczebniejszego powiększania małżeństw a tym samym zmniejsza odsetek rozbitych małżeństw[37].
- Praktykowanie monogamii utrudnia też naturalna różnica płci – u kobiety po ukończeniu 40 roku życia pojawia się menopauza (co psycholodzy ewolucyjni tłumaczą hipotezą babci – w myśl, której zajęcie się opieką nad dotychczasowym potomstwem i wnukami ma być z ewolucyjnego punktu widzenia korzystniejsze niż ryzykowanie porodu w starszym wieku), podczas gdy mężczyzna pozostaje płodny nawet w bardzo zaawansowanym wieku. Jeśli małżonkowie są w zbliżonym wieku z biegiem lat nieuchronnie pojawia się rozbieżność pomiędzy możliwościami seksualnymi oraz rozrodczymi kobiety i mężczyzny (kobieta już nie może mieć dzieci, podczas gdy mężczyzna potencjalnie może jeszcze spłodzić liczne potomstwo). Jeśli mężczyzna miałby z tego powodu dążyć do rozwodu, korzystniejsze jest dla obu stron jeśli weźmie kolejną, młodszą żonę nie zrywając dotychczasowego związku.

### Monogamia a dary ślubne
Obyczaj posagu znajdujemy w 37% rozwarstwionych społeczeństw monogamicznych, a tylko w 2% nierozwarstwionych. W społeczeństwach poliginicznych jest to ok. 1%. Wśród 7% zbadanych społeczeństw preferujących monogamię aż 77% kultur to kultury z tradycją posagu. Natomiast kulturę islamu charakteryzuje zwyczaj daru ślubnego dla żony, zwanego mahr. W tradycji żydowskiej podarunek taki zwie się mohar (bywa zastępowany pracą na rzecz przyszłego teścia). Według R. de Vaux, nie można moharu rozumieć jako zapłaty, lecz jako zabezpieczenie panny młodej w razie rozpadu małżeństwa. Podobny zwyczaj występuje również w tradycji afrykańskiej, w większości monogamicznej, dopuszczającej jednak konkubinat w razie niepłodności żony lub gdy nie mogła ona pracować w polu. Afrykańska poligynia ograniczona była zazwyczaj do dwóch żon, a kobiety w takich związkach okazywały sobie wzajemną zazdrość. Dlatego w niektórych plemieniach zuluskich były to dwie siostry: młodsza podporządkowana starszej – przy ślubie z młodszą siostrą swej żony mężczyzna nie musiał już dawać teściom drugiego moharu.

## Monogamia w wybranych kulturach i religiach w historii

### Społeczeństwa prehistoryczne
Najnowsze dane antropologiczne sugerują, że współczesne pojęcie dożywotniej monogamii istnieje tylko od ostatnich 1000 lat. Dowody genetyczne wykazały, że większa proporcja mężczyzn zaczęła przyczyniać się do puli genetycznej między 5000 a 10000 lat temu (tj. nastąpił wzrost liczby kobiet rozmnażających się z różnymi mężczyznami, a nie wielu kobiet rozmnażających się z tym samym mężczyzną), co sugeruje, że monogamia reprodukcyjna stała się wtedy bardziej powszechna. Odpowiadałoby to rewolucji neolitycznej. W tym czasie, wcześniej koczownicze społeczeństwa zaczęły rościć sobie prawa do ziemi i osiedlać się na niej w celu uprawy, co doprowadziło do powstania własności gruntowej, a więc i dziedziczenia. Mężczyźni zatem dążyliby do zapewnienia, że ich ziemia przejdzie na bezpośrednich potomków i mieli interes w ograniczaniu aktywności seksualnych swoich partnerów reprodukcyjnych. Możliwe, że w tym czasie ewoluowało pojęcie małżeństwa i stałej monogamii.

### Starożytny Bliski Wschód
Historycznie monogamia była praktykowana w starożytności między innymi w kulturach Bliskiego Wschodu (mimo iż istniały liczne wyjątki, była w społeczeństwach tego regionu szeroko rozpowszechnioną formą małżeńską): występowała więc w Babilonii, Egipcie, a potem w judaizmie, Grecji i Rzymie.

#### Babilonia
Kodeks Hammurabiego obowiązujący w Babilonii ok. 1700 r. przed Chr., dozwalał pojąć drugą żonę jedynie w przypadku niepłodności, i tylko jedną konkubinę (chyba że była niepłodna), która nie miała praw równych żonie. Zwyczaje te później się rozluźniły jak świadczy o tym Zbiór praw asyryjskich, pod koniec II w. przed Chr.

#### Egipt
Zachowane świadectwa na temat struktury rodzinnej w Egipcie zdają się wskazywać na to, że „gospodarstwo małżeńskie” było podstawą egipskiego społeczeństwa. Zdarzały się przypadki w Starym i Średnim Państwie, że bogatszy mężczyzna miał więcej żon, jednak monogamia była podstawowym standardem. W przypadku kryzysu małżeńskiego, żona mogła dać rozwód mężowi, by nie tolerować, przyjęcia do domu drugiej żony. Z drugiej strony finansowe zobowiązania wobec pierwszej żony i jej dzieci sprawiały, że mąż nie mógł pozwolić sobie na drugą żonę o tym samym statusie. Ważnym powodem rozwodu była bezpłodność żony, choć Napomnienia Ankszeszonka (Ankhsheshonq) – jedno z dzieł egipskiej literatury mądrościowej, podobne do Napomnień Amenemopeta i analogiczne do ksiąg dydaktycznych (mądrościowych) Starego Testamentu – stwierdza, że porzucanie kobiety z tego powodu jest niewłaściwe. Idealny Egipcjanin, ukazany w tekstach Napomnień oraz w oficjalnej sztuce, to człowiek oddany swej rodzinie, żonie i dzieciom, i szanujący swych rodziców. Zazwyczaj, na płaskorzeźbach grobowych urzędnika przedstawiano razem ze wspierającą go małżonką. Podpis: Jego żona (imię), jego ukochana jest standardową formułą, służącą do jej rozpoznania.

#### Państwo Hetytów
Wiedza o sytuacji rodzinnej Hetytów pochodzi z prawodawstwa hetyckiego. Nie zachowały się niestety kontrakty ślubne czy akta adopcyjne. Zachowane dokumenty potwierdzają, że wśród zwykłej ludności podstawową formą małżeństwa była monogamia. Nie należy wykluczać wyjątków. Na podstawie porównań z innymi społeczeństwami, można przypuszczać, że także u Hetytów istniał lewirat. Praktyka zawierania małżeństw przez członków rodziny królewskiej pozwala domyślać się, że prawdopodobnie w świecie hetyckim istniała także poligamia.

#### Izrael

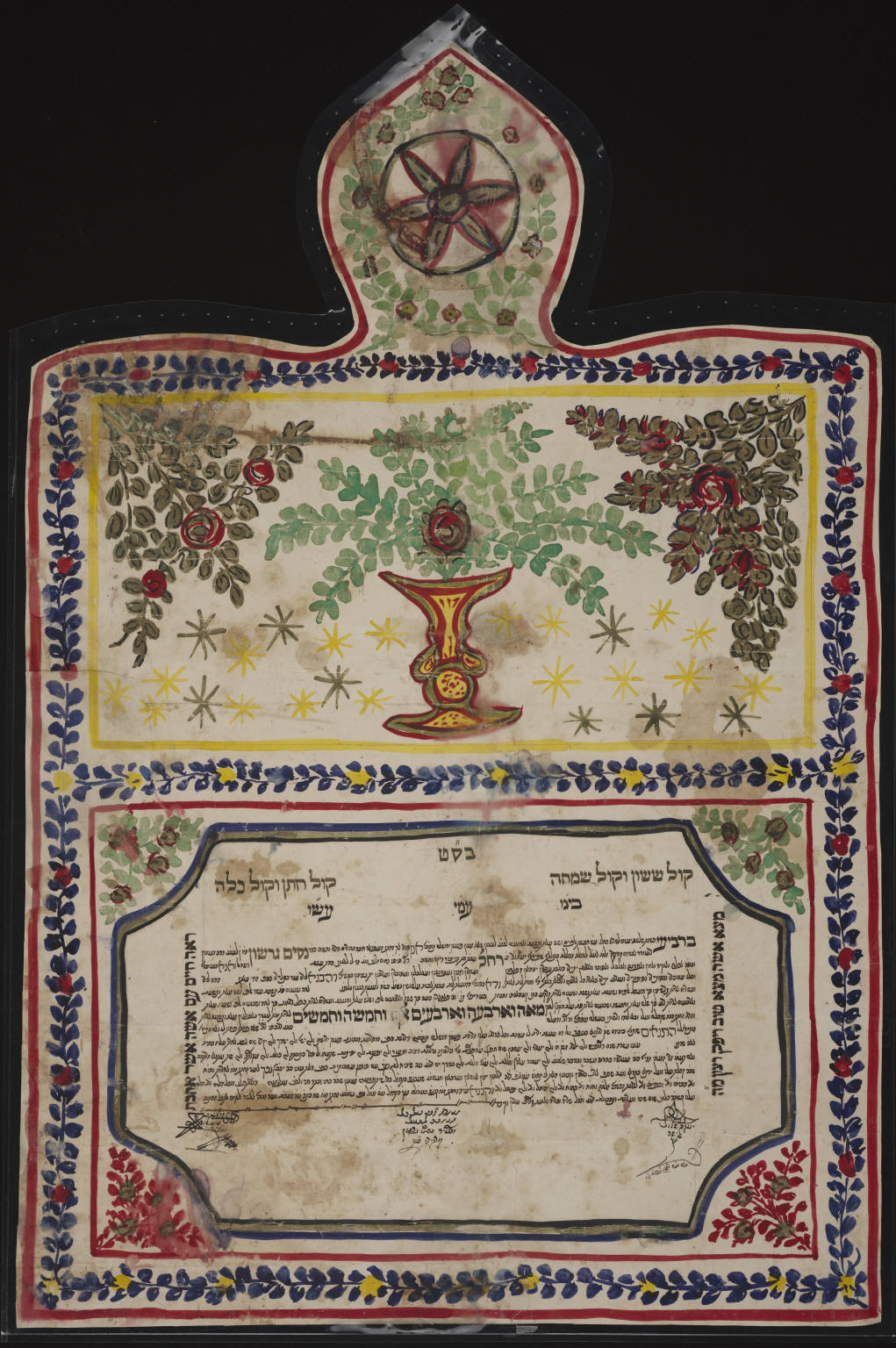
Tradycyjnie sporządzona ketuba – żydowski kontrakt ślubny. W starożytnym Izraelu nowożeńcy, podobnie jak w sąsiedniej Asyrii i Babilonii często dodawali klauzulę, w której stwierdzali, że ich małżeństwo będzie monogamiczne. Biblioteka Rzadkich Ksiąg i Rękopisów, Uniwersytet Yale

Ideałem żydowskim było małżeństwo monogamiczne (choć żydzi praktykowali też równolegle wielożeństwo). W historii starożytnego Izraela, na długo przed narodzeniem założyciela chrześcijaństwa, Jezusa Chrystusa, istniał zdecydowanie monogamiczny etos, który stanowił podłoże dla żydowskiej opowieści o stworzeniu (Rdz 1:26-31, 2:4-25). Widoczny jest on także w ostatnim rozdziale Księgi Przysłów. Monogamiczne małżeństwa były właściwie normą wśród zwyczajnych Izraelitów, jedynie królowie posiadali haremy, jak np. król Salomon. Znane są dokumenty kontraktów ślubnych, odnalezione w Elefantynie, gdzie małżonkowie zastrzegali sobie, że ich małżeństwo będzie monogamiczne, podobne klauzule sporządzano w Assyrii i Babilonii. W literaturze mądrościowej, jak Księga Mądrości, Mądrość Syracha, Księga Koheleta i in. opisywany jest monogamiczny model małżeństwa. Monogamiczna sytuacja w Judaizmie jest jasno odzwierciedlona także w Misznie i w baraitot (Naszim-Jewamot 2:10 etc.). Niektórzy mędrcy potępiali wiązanie się z dwoma żonami nawet, jeśli powodem była sprawa prokreacji (Ketuwot 62b).

### Grecja
Monogamia w Grecji epoki klasycznej była zagwarantowana przez prawo. Monogamię uważali Grecy za przejaw wyższego stopnia rozwoju ich kultury. Odnosili się więc z odcieniem pogardy do ludów poligamicznych, na przykład tych, u których kobiety stanowiły wspólną własność. W Starożytnej Grecji monogamia oznaczała dla kobiety obowiązek wierności seksualnej, natomiast mężczyzna miał żonę w domu, a inne kobiety (także młodzieńców) poza domem. Mężczyznom nie zabraniano posiadania tylu kobiet, ile mogli opłacić, lecz dom powinien być „czysty”, tj. monogamiczny. Małżeństwo było bowiem nastawione na posag, który pozostawał nadal własnością kobiety. Żony dostarczały mężczyznom dzieci, hetery dostarczały im towarzystwa a niewolnice dostarczały rozkoszy. Za zdradę uważano w Grecji utrzymywanie stosunków z zamężną kobietą, gdyż naruszało to prawo własności innego mężczyzny.

### Imperium Rzymskie
U Rzymian praktykowano małżeństwa monogamiczne.
W okresie panowania Oktawiana Augusta (63 przed. Chr.- 14 po Chr.), w obliczu upadku monogamicznej instytucji rodzinnej w wyniku rozwiązłości obyczajów, która z kolei sprawiła zmniejszanie się populacji arystokracji i obywateli rzymskich w stosunku do ludności napływowej, w latach 18-17 r. przed. Chr. zostały ustanowione drakońskie prawa chroniące monogamię. Nosiły one nazwę Lex Julia de maritandis ordinibus (Prawo Juliusza o stanie małżeńskim) oraz Lex Julia de adulteriis et de pudicitia (Prawo Juliusza o cudzołóstwie i wstydliwości). Skazywały one np. osoby, które popełniły zdradę małżeńską na zesłanie na dwie osobne wyspy na Morzu Śródziemnym, a także dawały ojcu niewiernej żony prawo do zabicia cudzołożnej córki i jej kochanka – jeśli dokonali zdrady małżeńskie w domu rodzinnym. Ustawy te zostały złagodzone w 9 r. po Chr. przez Lex Papia Poppaea.

### Chrześcijaństwo

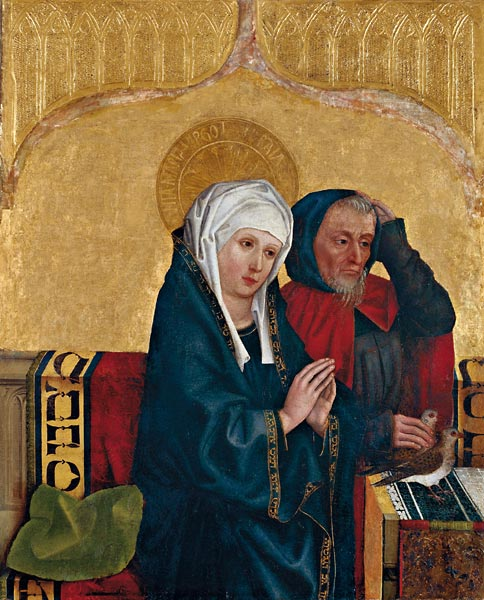
Święta Rodzina Marii i Józefa z Nazaretu (Hans Pleydenwurff (1462), Muzeum Narodowe w Warszawie) – wzorzec rodzin chrześcijańskich. Chrześcijaństwo w ciągu 2 tys. lat swego istnienia było i jest światowym największym propagatorem monogamicznego modelu małżeństwa.

Monogamia w chrześcijaństwie jest jedyną formą małżeństwa. Bierze się to z interpretacji nauczania jego założyciela, Jezusa z Nazaretu. Zgodnie z jego nauczaniem monogamia była pierwotną wolą Stwórcy ukazaną w biblijnym opowiadaniu o stworzeniu pierwszej pary ludzkiej z Księgi Rodzaju 1:26-31, 2:4-25, która została następnie w zaciemniona przez zatwardziałość serca Izraelitów. Według interpretacji Jana Pawła II, w dialogu z faryzeuszami w Ewangelii Mateusza 19:3-8, Chrystus wyraził swoje rozumienie małżeństwa monogamicznego, jako realizacji stworzonej przez Boga 'na początku”, tzn. w Raju, pierwotnej czystości ludzkiej natury – mężczyzny i kobiety, gotowych być uszczęśliwiającym, całkowitym, osobowym darem, dla siebie wzajemne:

Chrystus nie podejmuje dyskusji na tym poziomie, na który usiłują ją wprowadzić Jego rozmówcy, poniekąd nie akceptuje tego wymiaru, jaki oni usiłują sprawie nadać. Odwołuje się dwukrotnie do „początku”. Czyniąc tak, wskazuje wyraźnie na odnośne słowa z Księgi Rodzaju, które rozmówcy również znają na pamięć. (...) Ów znamienny dwukrotnie powtórzony zwrot „od początku” wskazuje wyraźnie rozmówcom, iż muszą rozważyć, jak w tajemnicy stworzenia ukonstytuowany został człowiek – właśnie jako „mężczyzna i kobieta” – jeśli mają prawidłowo zrozumieć normatywny sens słów Księgi Rodzaju.

W Europie od czasów chrystianizacji małżeństwo jest monogamicznym związkiem kobiety i mężczyzny. W prawosławiu i katolicyzmie jest to sakrament małżeństwa. W czasie reformacji doszło do pewnych wątpliwości wobec chrześcijańskiego nauczania o monogamii. Ojciec Reformacji, Marcin Luter pisał:

Wyznaję że nie mogę zabronić komuś poślubienia kilku żon, ponieważ to nie przeczy Pismu Świętemu. Jeśli ktoś pragnie poślubić więcej niż jedną żonę, powinno się go zapytać, czy sumienie uspokaja go, że czyni tak w zgodzie ze słowem Bożym. W takim wypadku władza cywilna nie ma nic do powiedzenia w tej materii”.

W 1541 r., by usprawiedliwić bigamię Filipa z Hesji, powstał też luterański dialog traktujący wielożeństwo pozytywnie, napisany pod fikcyjnym imieniem Huldericus Necobulus.

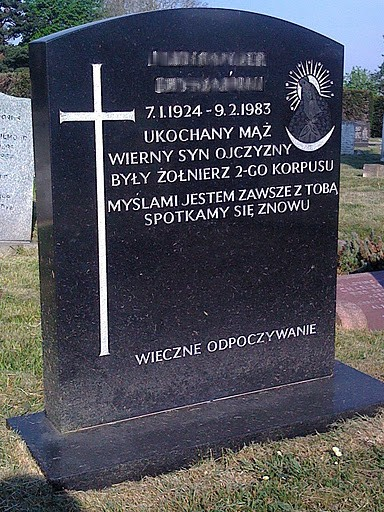
Więź małżonków sięgająca poza próg śmierci. Małżeństwo monogamiczne w kulturze euro-amerykańskiej pod wpływem chrześcijaństwa jest często przeżywane w perspektywie eschatologicznej. Grób w Cheltenham, Anglia.

Monogamiczność małżeństwa, potwierdzona na nowo przez Jezusa, była w Kościele od początku interpretowana jako naturalna dla człowieka. Już autor Listu do Diogneta z II w. pisał, że chrześcijanie żenią się jak wszyscy, ale nie dzielą łoża małżeńskiego z nikim:

5. (...) Mieszkają każdy we własnej ojczyźnie, lecz niby obcy przybysze. Podejmują wszystkie obowiązki jak obywatele i znoszą wszystkie ciężary jak cudzoziemcy. Każda ziemia obca jest im ojczyzną i każda ojczyzna ziemią obcą.

6. Żenią się jak wszyscy i mają dzieci, lecz nie porzucają nowo narodzonych.

7. Wszyscy dzielą jeden stół, lecz nie jedno łoże.

8. Są w ciele, lecz żyją nie według ciała. (Rozdz. V)

św. Justyn (ok. 100-ok. 165) nauczał, że grzech niewierności zaczyna się w sercu, zgodnie ze słowami Mistrza. Grzesznikami są więc nie tylko ci, którzy według prawa ludzkiego zawierają drugie małżeństwo, ale również ci, którzy pożądliwie patrzą na kobietę. Orygenes (186-254) zaliczał do grupy chrześcijan nieoświeconych wewnętrznie nie tylko osoby wstępujące w nowy związek po rozwodzie, ale także te osoby, które zostawszy wdowami lub wdowcami nie potrafiły żyć w ewangelicznej powściągliwości i wstępowały ponownie w związek małżeński. Według Aleksandryjczyka drugi związek nie jest bowiem zgodny z naturą Adama, pierwszego człowieka. Nie mógłby on powiedzieć o drugiej żonie: Ta dopiero jest kością z moich kości i ciałem z mego ciała! (Rdz 2,23). Również Abraham i Jakub, mimo iż mieli więcej żon, do grobu złożeni zostali jedynie z pierwszymi żonami.
Monogamiczność związku małżeńskiego była dla chrześcijan też konsekwencją tego, że małżeństwo ochrzczonych jest sakramentem, czyli znakiem łaski i miłości Bożej obecnej w związku Chrystusa i Kościoła. Jak miłość między Zbawicielem i odkupionymi ludźmi zgromadzonymi we wspólnocie Kościoła jest wyłączna, tak wyłączna jest sakramentalna miłość męża, znaku Chrystusa, i żony, znaku Kościoła. Augustyn z Hippony (354-430) pisał, że Co jest wielką tajemnicą (sacramentum) w Chrystusie i Kościele, to w każdym poszczególnym mężu i żonie jest skromną tajemnicą (sacramentum minimum) nierozerwalnego związku. Podobnie nauczał św. Jan Chryzostom (350-407).

## Monogamia w wybranych kulturach i religiach współcześnie
Monogamia jest najbardziej rozpowszechnioną formą małżeństwa na świecie. Według badań P. Murdocka 16% kultur spośród 653 zbadanych przez niego uznaje wyłącznie monogamię, nie dopuszczając innej formy małżeństwa. Najbardziej rozpowszechnioną jest kultura euro-amerykańska.

### Kultura euro-amerykańska
W kulturze euroamerykańskiej monogamia jest obecna we wszystkich społeczeństwach z kręgu judeochrześcijańskiego. Według T. Szendlaka jest to kwestia wpływu społecznego na mentalność danej jednostki, który dokonuje się na wszystkich etapach pierwotnej socjalizacji.

## Teoria wiążąca monogamię z monoteizmem
Anthony Giddens doszukuje się źródeł miłości w religijnej pasji do Chrystusa, Boga jedynego. Monogamia, którą w idei miłości erotycznej się uświęca, i monoteizm mają wiele punktów stycznych. Kulturowy konstrukt „miłości wyjątkowej” wykształcił się u Beduinów w czasach rozkwitu wiary w jednego boga – Allaha. Być może miłość taka byłaby niezrozumiała dla średniowiecznych Europejczyków, gdyby byli wtedy politeistami. Chrześcijaństwo to również religia monoteistyczna, być może stąd bierze się tak szybkie podchwycenie muzułmańskiego wynalazku.
Idea, że można lokować swą wiarę w jednym bóstwie, a uczucie erotyczne w jednej kobiecie czy mężczyźnie, doprowadziła do tego, że Europejczycy skupili się na całkiem innych dziedzinach niż walka o dostęp do rozrodu, gdyż właściwie wszystkim mężczyznom, a nie tylko bogatym czy sprawującym władzę, przypadały w udziale monogamiczne partnerki. W tej sytuacji męska agresja kumulowana była w innych dziedzinach – gospodarce, wynalazczości czy nauce. W takiej perspektywie postęp techniczny jawi się jako konsekwencja monogamicznego trybu życia i idei „wyłączności miłości”, która pozwoliła nie „rozpraszać się” na „sprawach doczesnych”, takich jak poszukiwanie seksu przez młodych i ochrona haremów przez starszych i zasobnych mężczyzn w „statystycznych” zbiorowościach poligamicznych. Wszystkie wysiłki idą w tego typu społeczeństwach w kierunku rozrodu, zamiast jak w kulturze europejskiej iść w kierunku przemian i innowacyjności.

## Monogamia w ujęciu biologicznym

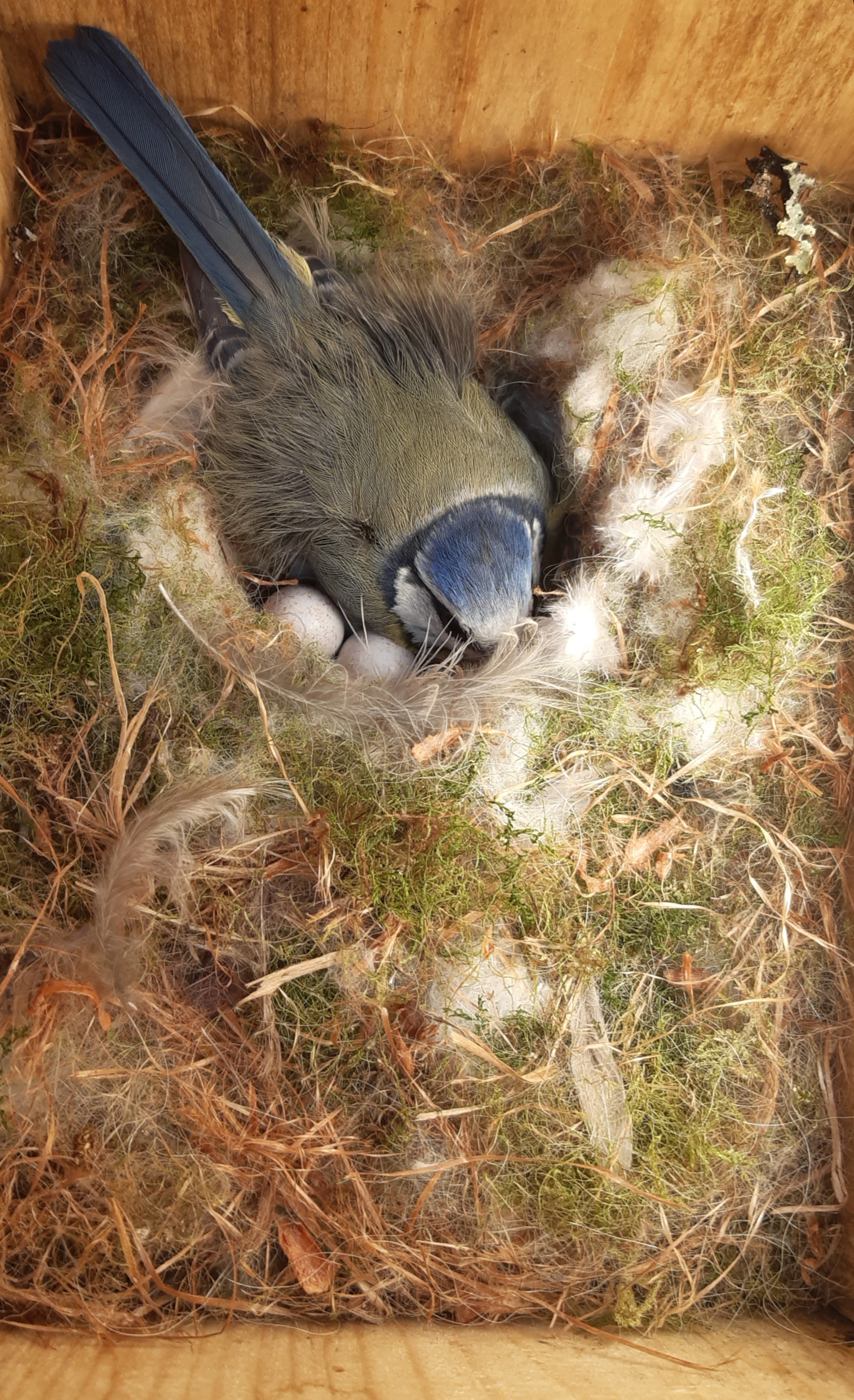
Sikora modra (Cyanistes caeruleus) jest typowym przedstawicielem ptaków z rzędu wróblowych, u którego opisano promiskuityzm. Samce i samice tego gatunku łączą się na czas sezonu godowego w monogamiczne pary, jednak w części gniazd jedno lub więcej piskląt jest genetycznie spokrewnione z innym samcem niż ten, który je wychowuje. Badania nad strategiami rozrodczymi ptaków pozwoliły lepiej przyjrzeć się monogamii u ludzi.

Gatunek Homo sapiens nie jest jedynym, u którego stwierdzono występowanie monogamii, rozumianej jako dobieranie się w trwałe pary – na czas okresu godowego lub na całe życie – w celu reprodukcji i wychowania potomstwa. Studia nad strategiami reprodukcyjnymi zwierząt rozmnażających się płciowo (w tym człowieka) prowadzone są w obszarze takich dziedzin biologii jak ekologia ewolucyjna (badająca przyczyny środowiskowe i genetyczne powstania tego zjawiska), socjobiologia (badająca wpływ, jaki struktura społeczna ma na to zachowanie) oraz etologia (traktująca o przyczynach i wpływie zachowań danego osobnika na inne osobniki). W świetle obecnych badań monogamia postrzegana jest raczej jako strategia, którą organizmy wykorzystują do maksymalizacji zysków z rozmnażania, a nie sztywna reguła zachowania. Istnieją jednakże wyjątki, w których samce łączą się z samicami na całe życie, a prawdopodobieństwo rozpadu takich związków jest niewielkie (np. łabędź niemy, Cygnus olor). Szacuje się, że monogamia dotyczy ~4% gatunków ssaków, w tym około 18% naczelnych, a także części ptaków. W większości społeczności ludzi praktykowana jest monogamia, jednak znajdujemy też przykłady związków poligamicznych (np. gdy jedna kobieta posiada wielu mężów, nierzadko braci) lub przykłady, w których jedynie kobiety zaangażowane były w wychowanie potomstwa, a rola ojca ograniczyła się tylko do przekazania nasienia.
Z biologicznego punktu widzenia monogamia ma na celu zwiększenie sukcesu reprodukcyjnego pary wychowującej wspólnie potomstwo, choć taki układ może być powodem do powstania konfliktów pomiędzy płciami. Samce, jako osobniki produkujące gamety w znacznie większych ilościach i mniejszym kosztem niż samice, zyskują najwięcej poprzez zapłodnienie jak największej ilości samic. Samice natomiast, jako osobniki wytwarzające duże gamety bogate w składniki odżywcze potrzebne do odżywienia zarodka (u ptaków) lub zachodzące w ciążę (ssaki) ponoszą znacząco większe koszty reprodukcyjne w porównaniu do samców, dlatego będą chciały zmonopolizować pomoc samca i ograniczyć jego inwestycję do jednego miotu lub lęgu. Istnieją gatunki, u których samice są w stanie samodzielnie wychować młode, jednak w większości przypadków wkład samca w wychowanie znacząco wpływa na przeżywalność potomstwa. Dzieje się tak, ponieważ samce potrzebne są do zapewnienia odpowiedniej ilosci pożywienia (część gatunków ptaków), obrony przed drapieżnikami lub ze względu na konieczność otoczenia potomstwa długotrwałą opieką przez obojga rodziców, połączoną z nauką i przekazaniem wzorców zachowań (człowiek). 
Nie zawsze jednak jest się tak, że samiec wychowuje młode, które są z nim spokrewnione. Mówimy wtedy o występowaniu u danego gatunku zjawiska promiskuityzmu lub o genetycznej poligamii. Szacuje się, że u ptaków z rzędu wróblowych ponad 80% gatunków, u których opisano społeczną monogamię, wykazuje genetyczną poligamię. Zjawisko to charakteryzuje się bardzo dużą zmiennością, zarówno międzygatunkową, jak i osobniczą, przy czym jeśli dany gatunek został sklasyfikowany jako poligamiczny nie oznacza to, że 100% osobników przyjmuje tę strategię rozrodu. Monogamia i poligamia genetyczna mogą występować w obrębie tej samej populacji, co wskazuje na fakt, że zarówno procesy ewolucyjne, jak i społeczne oraz środowiskowe, wpływają na kształtowanie tego zjawiska. 
Przyczyny poligamii genetycznej nie są do końca znane, choć wyróżniono szereg zysków jakie każda z płci może uzyskać przyjmując tę strategię rozmnażania. Samice mogą angażować się w dodatkowe kopulacje (ang. extra-pair copulations, EPC) w celu uzyskania lepszych lub kompatybilnych genów dla swojego potomstwa, dostępu do zasobów oferowanych przez wielu partnerów seksualnych, czy też ochronę przed dzieciobójstwem ze strony agresywych samców. Niektóre hipotezy podają też, że dodatkowe benefity dla samic mogą płynąć z faktu, że samce, niepewne na którym terytorium znajduje się ich potomstwo, wstrzymują się na czas sezonu rozrodczego od marnotrawienia energii na walkę o terytoria z innymi samcami, a skupiają się na wychowaniu potomstwa. Zyski płynące z EPC dla samców to więc nie tylko zapłodnienie wielu partnerek i rozprzestrzenianie własnego materiału genetycznego (co przy minimalnym koszcie wytworzenia gamet oraz braku wkładu w wychowanie potomstwa, którym zajmuje się inna para, znacząco wpływa na sukces reprodukcyjny), ale też mniejsza utrata energii na walkę z sąsiadami o monopolizację zasobów. 
U niektórych naczelnych doszło do rozdzielenia kopulacji od zapłodnienia, tj. osobniki uprawiają seks nie tylko w celach spłodzenia potomstwa. Cykl owulacyjny u kobiet jest utajony, co potwierdzają badania: stali partnerzy nie potrafią wykazać, kiedy ich partnerka ma dni płodne. Według niektórych antropologów jest to przystosowanie kobiet do promiskuityzmu, dzięki któremu mogą one osiągać zyski podobne do tych, które opisano u innych zwierząt (gromadzenie zasobów czy ochrona przed dzieciobójstwem). Jednakże, ze względu na to, że rozwój człowieka od narodzin do momentu osiągnięcia samodzielnosci jest długi, monogamia (zarówno społeczna jak i genetyczna) jest najczęściej praktykowaną strategią rozrodczą wśród ludzi (choć w wychowanie dzieci zaangażowanych może być więcej członków rodziny, ang. extended family). Jest ona również uwarunkowana szeregiem procesów ekonomicznych i społecznych. Małżeństwo w kulturach zachodnich jest zdefiniowane jako podstawowa komórka społeczna, co definiuje sprawy związane m.in. z dziedziczeniem majątków (zob. Monogamia w świetle prawa) oraz przekazywaniem praw pomiędzy małżonkami oraz rodzicami i potomstwem. Poligamia natomiast występuje w wielu kulturach, w których panują odmienne warunki społeczno-ekonomiczne i inny podział ról płciowych (z uwzględnieniem opieki nad dziećmi). Podsumowując, badania nad strategiami rozrodczymi u zwierząt (w szczególności u ptaków) rzuciły nowe światło na ewolucję monogamii i promiskuityzmu u ludzi i pozwoliły na wyróżnienie czynników zewnętrznych, które kształtują to, ile osobników z danej populacji i w jakim stopniu praktykuje monogamię.

## Monogamia w świetle prawa

### Pojęcie małżeństwa
Małżeństwo jest zjawiskiem, którym zajmuje się: etyka, religia, socjologia, psychologia, a także wiele innych dziedzin.
Prawo zajmuje się jednak małżeństwem w sposób szczególny, nadaje mu bowiem sformalizowany kształt i zapewnia ochronę. Kodeks rodzinny i opiekuńczy nigdzie nie definiuje małżeństwa.
Powyższą definicję można jednak określić na podstawie całokształtu uregulowań.
Na tej podstawie, definicja małżeństwa, przejawia nam się jako:
- Związek powstały z woli małżonków
- Powstały w sposób sformalizowany
- Obejmujący związek kobiety i mężczyzny

Związek małżeński polega na wzajemnym powiązaniu emocjonalnym oraz majątkowym. Partnerzy pozostający w związku mają równorzędną pozycje.
Najważniejszym aspektem definicji, jest istota zespolenia małżonków, polegająca na intymności stosunków, na stałym i codziennym współdziałaniu i świadczeniu sobie wzajemnej pomocy oraz zamieszkiwaniu w jednym lokalu.

### Pojęcie monogamii
Prawo rodzinne normuje zasady dotyczące małżeństwa są to: zasada monogamii, zasada świeckości, zasada trwałości małżeństwa, zasada równości (egalitaryzmu) małżonków
Zasada monogamii – w myśl tej zasady mężczyzna może mieć tylko jedną żonę, a kobieta wybiera tylko jednego męża. Jest to zasada powszechnie przyjęta w naszym kręgu kulturowym, ale toruje sobie drogę również w innych rejonach świata, pod wpływem europeizacji, wypierając tym samym poligamię, w postaci poligynii (związków jednego mężczyzny z wieloma kobietami) i poliandrii (związków jednej kobiety z kilkoma mężczyznami).
Zasadę monogamii wypowiada art. 13 & 1 Kodeksu rodzinnego i opiekuńczego: „Nie może zawrzeć małżeństwa, kto już pozostaje w związku małżeńskim”
W myśl artykułu nie możne zawrzeć małżeństwa, kto już pozostaje w związku małżeńskim.

### Pojęcie bigamii
Pojęciem przeciwstawnym do pojęcia monogamii jest bigamia. Definicja wynika z art. 13 Kodeksu rodzinnego i opiekuńczego. Pojęcie bigamii stanowi jedną z przeszkód małżeńskich takich jak: przeszkoda wieku, przeszkoda ubezwłasnowolnienia całkowitego, przeszkoda choroby psychicznej albo niedorozwoju umysłowego, przeszkoda pokrewieństwa, przeszkoda powinowactwa, przeszkoda przysposobienia. Bigamia nie dotyczy osób, które zawierają małżeństwo po raz pierwszy oraz których poprzednie małżeństwo ustało (co do wdowców) lub zostało rozwiązane (rozwód).
Bigamia stanowi przestępstwo według art. 206 Kodeksu karnego „Kto zawiera małżeństwo, pomimo że pozostaje w związku małżeńskim podlega grzywnie, karze ograniczenia wolności albo pozbawienia wolności do lat 2”. Przepis należy interpretować w ten sposób, że nie może zawrzeć małżeństwa ten kto już (w chwili zawierania małżeństwa) pozostaje w związku małżeńskim. Również dotyczy to osób, które złożyły wyznaniowe oświadczenie o zawarciu małżeństwa cywilnego, nawet jeśli akt małżeństwa nie został sporządzony, lecz zarazem nie upłynął ustawowy termin sporządzenia aktu małżeństwa.